# フランソワ・ピエール・ギヨーム・ギゾー
フランソワ・ピエール・ギヨーム・ギゾー（フランス語: François Pierre Guillaume Guizot, 1787年10月4日 - 1874年9月12日）は、フランスの政治家、歴史家、七月王政期の最後の首相。

## 生涯

### 生い立ち
1787年10月4日、フランス南部のニームで生まれた。プロテスタントでブルジョワの家庭であり、父はフランスでも有力な弁護士であった。1794年4月8日、ギゾーが6歳のときに父がフランス革命の恐怖政治に巻き込まれてギロチンで死刑に処せられた。このため、ギゾーは母親とともにニームから追い出され、ジュネーヴに避難する。
ギゾーの教育は母（敬虔なカルヴァン派ながら自由主義者だった）の影響を深く受けた。たとえば、ギゾーの母はジャン＝ジャック・ルソーの『エミール』での教育論を採用して、ギゾーが大工にもなれるよう教育した。後年の1848年革命でギゾーがイギリスに逃亡したとき、ギゾーの母も同伴してロンドンに向かい、そこで没した。

### 第一帝政期
1805年に帰国してパリで法律を学ぶようになり、同年にフィリップ・アルベルト・シュタップファー（1801年から1803年までの在フランスへルヴェティア共和国公使）の家族で家庭教師を務めた。直後にジャン＝バティスト＝アントワーヌ・シュアールが編集者を務める『Publiciste』誌に寄稿するようになり、これによりパリの文人界入りを果たした。1809年10月にはフランソワ＝ルネ・ド・シャトーブリアンの『殉教者』（Les Martyrs）のレビューを書いてシャトーブリアン本人から感謝された。以降も第一帝政期が終わるまで文学に専念、1812年にはエドワード・ギボンの『ローマ帝国衰亡史』のフランス語翻訳を出版した。この時期の著作によりフランス大学総長ルイ＝マルスラン・ド・フォンターヌの目に留まり、パリ大学の現代史教授に任命された。これによりギゾーの名声が一層高まり、ピエール＝ポール・ロワイエ＝コラールや自由主義者の第3代ブロイ公爵ヴィクトル・ド・ブロイとも友人になった。

### 復古王政期
1814年にナポレオン・ボナパルトが失脚すると、ロワイエ＝コラールの推薦により内務大臣フランソワ＝グザヴィエ＝マルク＝アントワーヌ・ド・モンテスキュー＝フェザンサック率いる内務省の秘書長官に任命された。翌年にナポレオンがエルバ島からパリに戻り百日天下が始まると、ギゾーは3月25日に辞任して再び文学に専念した。百日天下の後はガンに移り、そこでルイ18世に謁見して、復古王政を長続きさせるには自由主義政策を採用することが最善であると述べた。フランスが再び侵攻されようとした時期にフランスを離れたことは後年になって、ギゾーの政敵により愛国心のない行動として非難され、「ガンの男」という不名誉なあだ名をつけられることとなった。
第二次王政復古では第一次リシュリュー公爵内閣の司法大臣フランソワ・バルベ＝マルボワのもとで司法省秘書長官を務めたが、1816年にバルベ＝マルボワとともに辞任した。1819年には内務省で官職に就任したが、1820年に内務大臣エリー・ドゥカズが辞任するとギゾーも辞任した。この時期のギゾーはドクトリネールの指導者の1人であり、絶対君主制と民主政治(popular government)の中間といえる主張を持った。すなわち、フランス革命を「無政府」として反対しながらブルジョワ層に選挙権を与えることで自由主義政策を実施しようとしたが、ブリタニカ百科事典第11版はこれを「民主主義の時勢、帝国の軍事伝統、宮廷の頑迷な行動や絶対主義に全て反対している」としてこき下ろし、「もう一度の革命（七月革命）で消え失せた」とした。
1820年にベリー公シャルル・フェルディナンが殺害され、ドゥカズ内閣が崩壊すると、反動政治も最高潮に達した。ギゾーは官職を追われた上、1822年には大学での講義も停止させられてしまった。しかし、この時期は1822年の『歐洲代議政體起原史』（Histoire des origines du gouvernement représentatif）、1826年から1827年にかけての『チャールズ1世からチャールズ2世にかけてのイギリス革命史』（Histoire de la revolution d'Angleterre depuis Charles I er à Charles II.、2巻。1838年に英語訳）、1828年の『ヨーロッパ文明史』（Histoire générale de la civilisation en Europe、1838年第2版）、1830年の『フランス文明史』（Histoire de la civilisation en France、4巻）などギゾーの高名な著作が生み出された時期でもあった。1828年に中道王党派のマルティニャック子爵が組閣すると、ギゾーは教授に復帰した。

### 七月王政期

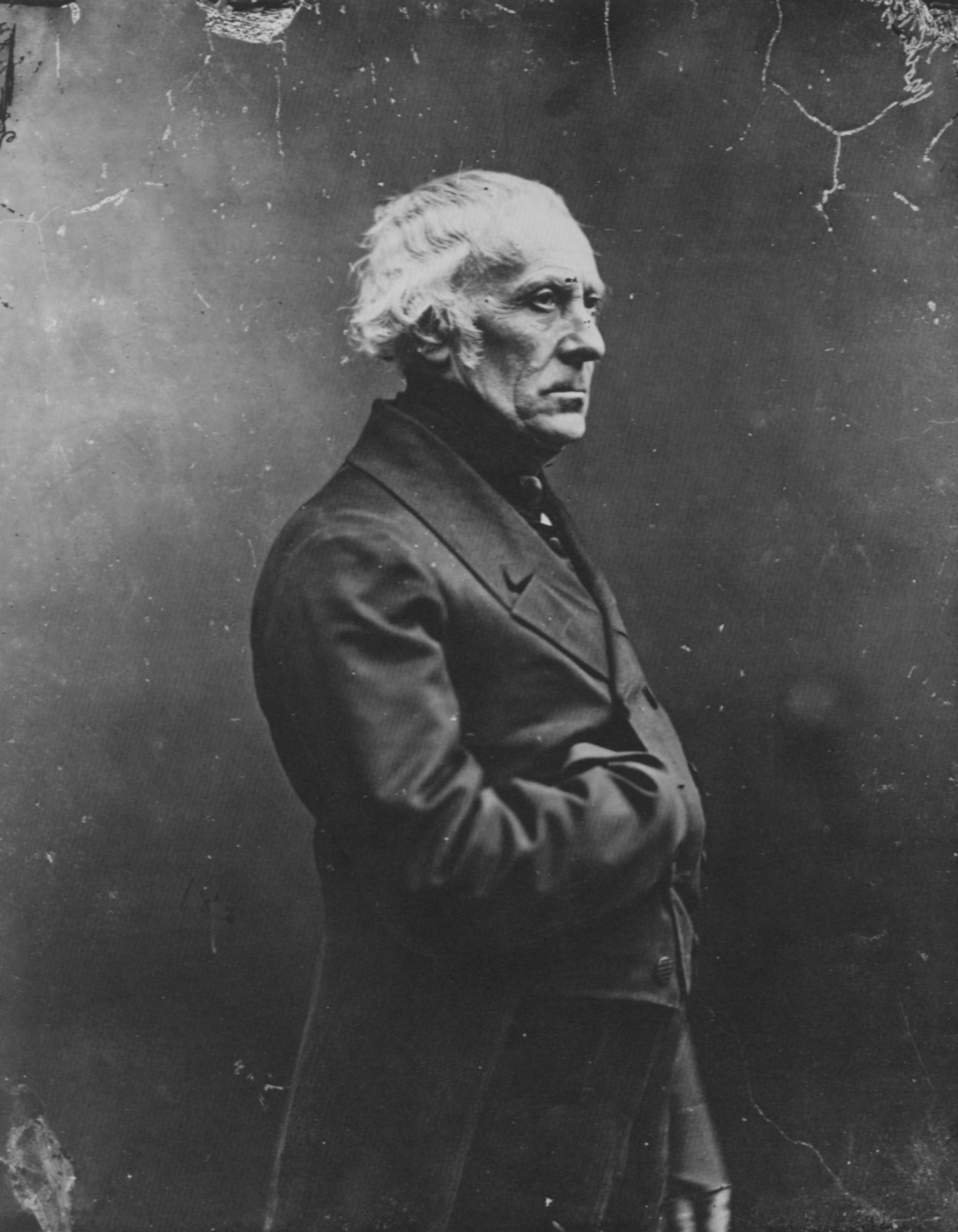
ギゾーの写真（1857年、ナダール撮影）

1830年1月に代議院議員に初当選（リジュー選出）、以降失脚するまで議員を務めた。議会が開会すると、国王シャルル10世は「不埒な策略」によりつくられた統治への障害の排除を宣言、これに対し代議院議員221名（過半数）が抗議動議を可決、ギゾーの初演説も動議を支持するものだった。シャルル10世は議会を閉会させ、ついで5月16日に議会を解散したが、続く議会選挙は野党の躍進に終わり、7月25日にはシャルル10世が選挙権の縮小を命じる勅令を発した。7月27日にギゾーがニームからパリに戻ってきたときにはシャルル10世の失脚が明らかであり、ギゾーは友人のカジミール・ピエール・ペリエ、ジャック・ラフィット、アベル＝フランソワ・ヴィルマン、アンドレ・マリー・ジャン・ジャック・デュパンの要請を受けて、7月25日の勅令に対する抗議文を書いた。ギゾーはシャルル10世と首相ジュール・ド・ポリニャック公爵の愚かさにより王位継承の変更は不可避であると考え、ルイ・フィリップ1世を支持して、1830年8月に内務大臣に就任したが、同年11月に辞任した。
1831年にペリエが組閣したが、彼は翌年5月に死去、直後に六月暴動が勃発するなど不穏な情勢が続き、10月11日になってようやくニコラ＝ジャン・ド・デュ・スールト元帥が率いる第一次スールト内閣が成立して安定した。この内閣にはブロイ公爵が外務大臣として、アドルフ・ティエールが内務大臣として、ギゾーが公共教育大臣として入閣した。この時期よりギゾーが（政治家として）急進自由主義派の間で不人気になり、以降死去まで人気を得ることはなかったが、ギゾー本人は意に介さなかったという。公共教育大臣としての4年間において、ギゾーはフランス国民に対しての教育の普及、教育法の改革を行なった。またフランス史協会を設立した。1836年、アカデミー・フランセーズ会員に選出された。
1839年春にティエールらとともに首相ルイ＝マティウ・モレ伯爵を攻撃した後、1840年春に在イギリスフランス大使に任命され、ティエールは外務大臣に就任した。有名な歴史家でイギリスの歴史と文学に熟知し、仏英間の友好と平和にも支持したギゾーはヴィクトリア女王やロンドン大衆から歓迎を受けたが、ギゾー自身も述べたように、彼はイギリスを訪れたことがなく、外交の素人であり、さらにギゾーとティエールの間の不信感により、ムハンマド・アリーのシリア領有問題ではギゾーがティエールの主張する強硬策に反対して警告を送ったにもかかわらず無視され、同年7月15日のロンドン条約の締結にもギゾーは全く知らされなかった。フランスがムハンマド・アリーを支持したのに対し、ほかの列強がオスマン帝国を支持したため、開戦直前のような情勢になったが、最終的にはルイ・フィリップ1世がティエールの求めた軍事上の準備を拒否、さらにギゾーを呼び戻して組閣させたことで危機が解消された。この内閣において、名目上の首相はスールトだったが、実質的にはギゾーが主導した。
外務大臣としては平和志向でイギリスとの友好を主張したため、英仏間は早かれ遅かれ戦争になると考えた強硬派のイギリス外務大臣パーマストン子爵とは反りが合わなかったが、1841年にロバート・ピール内閣が成立して、外務大臣が平和志向のアバディーン伯爵に交代すると、仏英間の平和が維持されることとなった。これに対し、代議院の野党はイギリスにへつらうだけの外交であると批判、イギリス議会でも同様にアバディーン伯爵を批判する声があったが、倒閣にはならなかった。そして、仏英友好の一環として、ルイ・フィリップ1世は訪英してウィンザーを訪れ、ヴィクトリア女王も1843年にフランスを訪れてウー城に滞在した。1845年にはリオ・デ・ラ・プラタ封鎖が仏英共同で行われた。
1846年にイギリスで政権交代があり、ジョン・ラッセルが代わって首相に就任すると、パーマストン子爵が再び外務大臣に就任した。ギゾーはこれでイギリスの外交妨害を再び受けるようになると考え、さらにパーマストン子爵と在スペインイギリス大使ヘンリー・ブルワーの言葉からスペイン女王イサベル2世の結婚問題における仏英間の協定が守られなくなると確信した。そのため、ギゾーとルイ・フィリップ1世はイサベル2世をブルボン家のフランソワ・ダシスと結婚させた（これも仏英間の協定に違反する行動だった）。

### 1848年革命
一方、首相としては財政、貿易、軍事などいずれにも無知だったため、閣僚を通じて状況を知る程度に留まり、結果としては改善といえる政策がほとんど打ち出されなかった。選挙改革の声にも盟友と政敵の両方が警告したにもかかわらず耳を貸さなかった。 そして、1848年2月23日の午後、ルイ・フィリップ1世は内閣を呼び出し、改革宴会が頻発している現状と王家内での意見の相違について述べ、これ以上ギゾー内閣を継続させるべきかにいて疑いが生じたとした。これに対し、ギゾーは即座に辞任して、後任にモレを推薦したが、モレは組閣に失敗した。翌日、ギゾーが再びルイ・フィリップ1世によりテュイルリー宮殿に呼び出され、助言を求められると、ギゾーは「私たちはもはや大臣ではないので、政府がすべきことを決める立場にありません。しかし、明らかなのは、暴動は鎮圧しなければならないこと、バリケードが取り除かれなければならないことである。そして、本件に関する私の意見は、今すぐにビュジョー元帥に全権を委ね、必要な軍事措置を命じることである。今の国王陛下には内閣がいないので、私は命令文を起草して署名する用意がある。」と返答した。その場にいたビュジョーは「これまで敗北したことはなく、明日も敗北することはない」と意志を示したが、ルイ・フィリップ1世は躊躇したのち「ティエールたちが隣の部屋で組閣している」と述べ、ギゾーは「ならば、彼らに任せるがよい」と応答した。その後、ティエールらは軍の撤退を決定した。

### 晩年
ギゾーは友人の家に数日間匿われたのち、ベルギーとの国境を越え、ついで3月3日にロンドンに到着した。ロンドンではギゾーの政策を支持しなかった者も多かったが、ギゾーは駐英大使として赴任したときと同じく歓迎を受けた。ギゾーのもとに支援金が送られてきたが彼は受け取りを固辞、オックスフォード大学での教授職も受けなかった。
イギリスでは歴史に関する著作に没頭した。翌年に帰国した後も政界に関わらず、リジュー近くの自邸で著述に専念した。1874年9月12日に死去。

## 評価
1815年の出来事により政敵から「ガンの男」と酷評されたが、ブリタニカ百科事典第11版は自由主義の立場から、「フランスの国益に真にかなうことは崩壊している帝国を守ることではなく、君主制のもとで自由主義政策を実施させることであり、ウルトラ王党派による反動に対抗することである」と擁護した。
また、政治家としては清廉であり、死去したときも貧乏だった。

## 家族
ジャン＝バティスト＝アントワーヌ・シュアールの紹介で、ギゾーと同じく『Publiciste』誌に寄稿しているポーリーヌ・ド・ムラン（1773年 – 1827年）と知り合った。ムランはフランス革命の影響を受けて、雑誌への寄稿で生計を立てていたが、病気により寄稿を中断せざるを得なかった。直後にムランの寄稿が別人の手により継続されたが、これは後にギゾーが代わって書いたものだと判明、2人はやがて恋に落ちて1812年に結婚した。
- フランソワ（1819年 – 1837年）

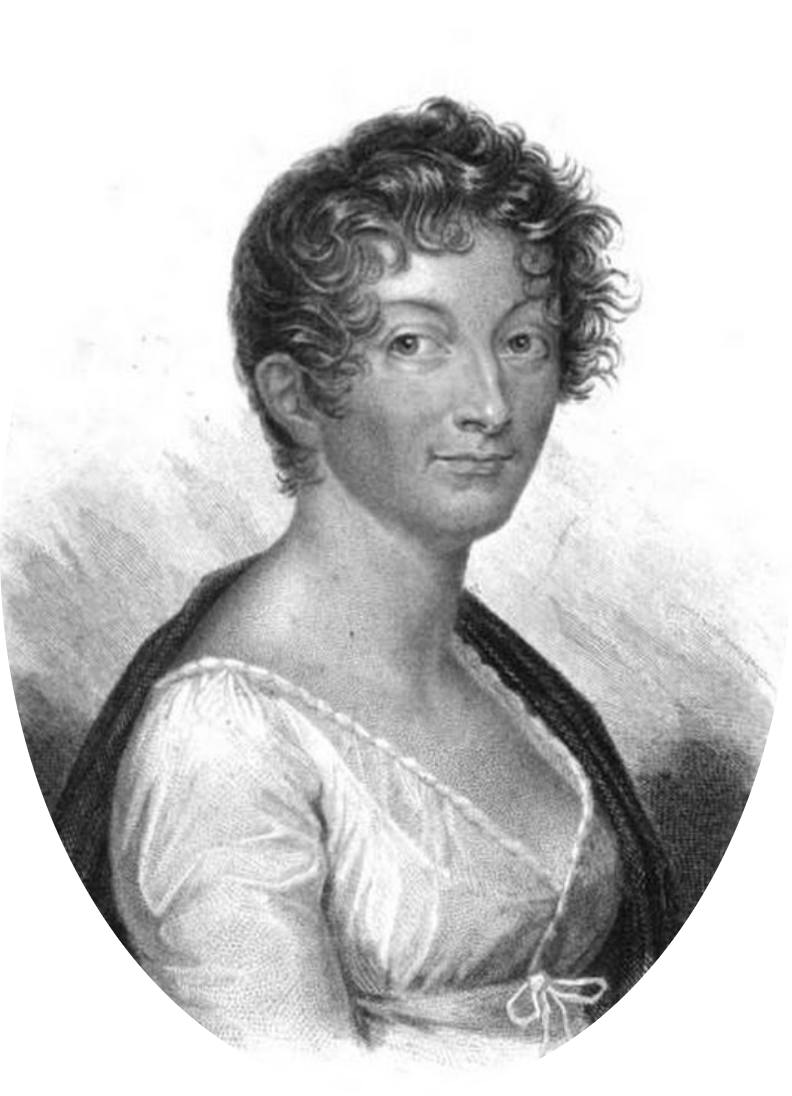
ポーリーヌ・ド・ムラン

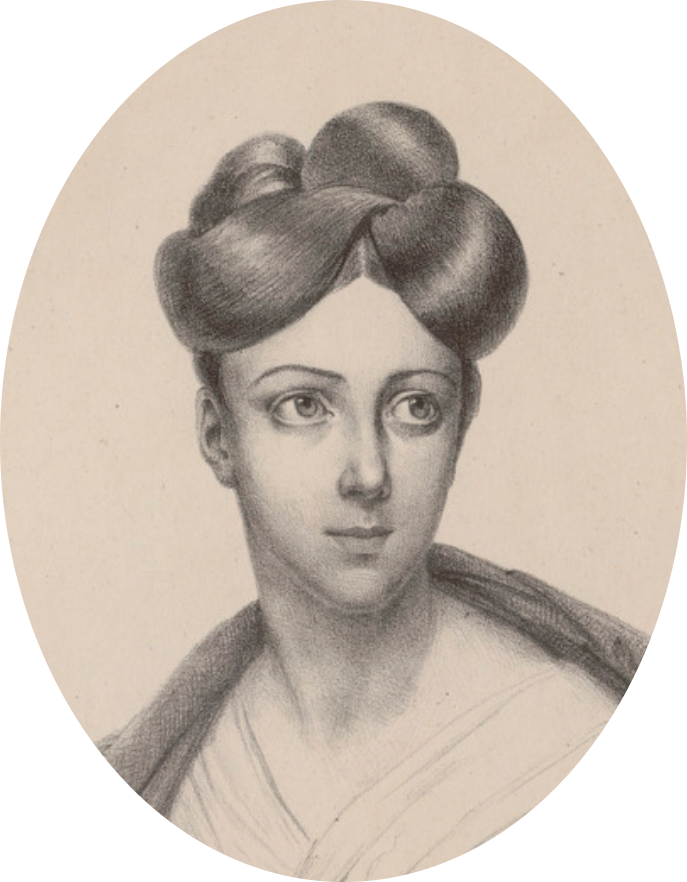
エリザ・ディロン

ギゾーは1828年にムランの姪で同じく作家であるエリザ・ディロン（1833年没）と再婚した。
- アンリエット（英語版）（1829年 – 1908年）
- ポーリーヌ（英語版）（1831年 – 1874年）
- ギヨーム＝モーリス（英語版）（1833年 – 1892年） - 作家

## 著作
- Dictionnaire des synonymes de la langue française（1809年） - フランス語の類義語辞典[1]
- De l’état des beaux-arts en France（1810年） - フランス美術に関する著作[1]

- 『フランスの代議制と現行制度について』（Du gouvernement représentatif de l’état actuel de la France、1816年）
- Histoire des origines du gouvernement représentatif（1821年 – 1822年、2巻）
  - 1852年に英語訳。日本語版は明治中期の1882年に『歐洲代議政體起原史』の表題で、英語版より重訳（未完）[7]
- Histoire de la revolution d'Angleterre depuis Charles I er à Charles II.（1826年 – 1827年、2巻）。1838年に英語訳 
  - 『チャールズ1世からチャールズ2世にかけてのイギリス革命史』- 1820年代には未完であったが、1848年革命でイギリスに逃亡した後に完成した[1]
- 『ヨーロッパ文明史』（Histoire générale de la civilisation en Europe、1828年初版、1838年第2版。1846年英語訳）
  - 『ヨーロッパ文明史―ローマ帝国の崩壊よりフランス革命にいたる』 安士正夫訳、みすず書房、新装版2014年。ISBN 4622078813
- 『フランス文明史』（Histoire de la civilisation en France、1830年、4巻）[1]
- 『イギリス共和国とクロムウェルの歴史』（Histoire de la république d’Angleterre et de Cromwell (1649-1658)、1854年、2巻）[1]
- Histoire du protectorat de Cromwell et du rétablissement des Stuarts（1856年、2巻）
- Mémoires pour servir à l'histoire de mon temps（1858年 – 1868年、9巻）